# Округ Першинг (Невада)
Першинг (енгл. Pershing County) је округ у америчкој савезној држави Невада.

## Демографија
По попису из 2010. године број становника је 6.753, што је 60 (0,9%) становника више него 2000. године.
| Група             | 2000.         | 2010.         |
| Белци             | 4.663 (69,7%) | 4.605 (68,2%) |
| Афроамериканци    | 358 (5,3%)    | 253 (3,7%)    |
| Азијати           | 42 (0,6%)     | 87 (1,3%)     |
| Хиспаноамериканци | 1.294 (19,3%) | 1.508 (22,3%) |
| Укупно            | 6.693         | 6.753         |